# Georg Trapp (Musiker)
Georg Trapp (* um 1920) war ein österreichischer Jazz- und Unterhaltungsmusiker (Tenorsaxophon, Klarinette) und Bandleader.

## Leben und Wirken
Trapp stammte aus Österreich und spielte in den frühen 1940er-Jahren Holzblasinstrumente in Berlin bei Heinz Wehner, an dessen Plattenaufnahmen für Telefunken er mitwirkte; Anfang 1942 war er Mitglied in Erhard Bauschkes Solisten-Orchester. Am 6. Februar 1943 entstanden Trapps einzige Aufnahmen unter eigenem Namen; dabei spielte er mit der Sängerin Kary Barnet für Odeon die Titel „Einen Tag lang im Himmel“, „Bitte, schreib' ein paar Worte“, „Emil war mein Ideal“ und „Ich bin den ganzen Tag verliebt“ ein. Seinem Studio-Orchester gehörten u. a. Theo Ferstl (Trompete), Willy Berking (Posaune), Leo Kripper (Saxophon), Franz Mück (Piano), Leo Eggenberger (Gitarre) an.